# Dennis Lajola
Dennis Lajola (* 12. Februar 1989 auf den Philippinen) ist ein ehemaliger US-amerikanischer Tennisspieler.

## Karriere
Lajola ist auf den Philippinen geboren und auf Hawaii aufgewachsen. Er wohnt in ʻAiea, Honolulu.
Er ging auf die University of Hawaiʻi. Als erster Sportler von dort gewann er den Western Athletic Conference Player of the Year Award im Jahr 2011 im Tennis. Er war außerdem vier Jahre lang im Allstar-Team der Western Conference.
Sein erstes Profitennis-Turnier spielte er 2005 in Waikoloa bei einem Turnier der ITF Future Tour. Zwei Jahre später gewann er erstmals ein Match und wenig später seinen ersten und einzigen Titel, womit er die ersten Punkte für die Weltrangliste errang und bis auf Rang 748 aufstieg. Das erste Turnier der Kategorie ATP Challenger Tour spielte Lajola 2010 in Honolulu, wo er im Achtelfinale ausschied. 2012 kam er in San José bei den SAP Open 2012 zu seinem Debüt auf der ATP World Tour. Nach überstandener Qualifikation, in der er u. a. Rajeev Ram besiegte, verlor er in der Auftaktrunde des Hauptfeldes gegen Dimitar Kutrowski, einen weiteren Qualifikanten, knapp mit 7:6, 3:6, 6:7. Das Jahr war das erfolgreichste seiner Karriere, er erreichte seine Höchstplatzierung, den 535. Rang und schloss das Jahr auf Rang 632 ab. In der Folgezeit konnte er sich nicht für Challengers oder ATP-World-Turniere qualifizieren und verlor Boden in der Weltrangliste. Sein letztes Turnier spielte er im März 2013.